# Перманганатометрия
Перманганатометрия — это титриметрический (объёмный) метод определения веществ, основанный на реакциях окисления с участием перманганат-ионов.

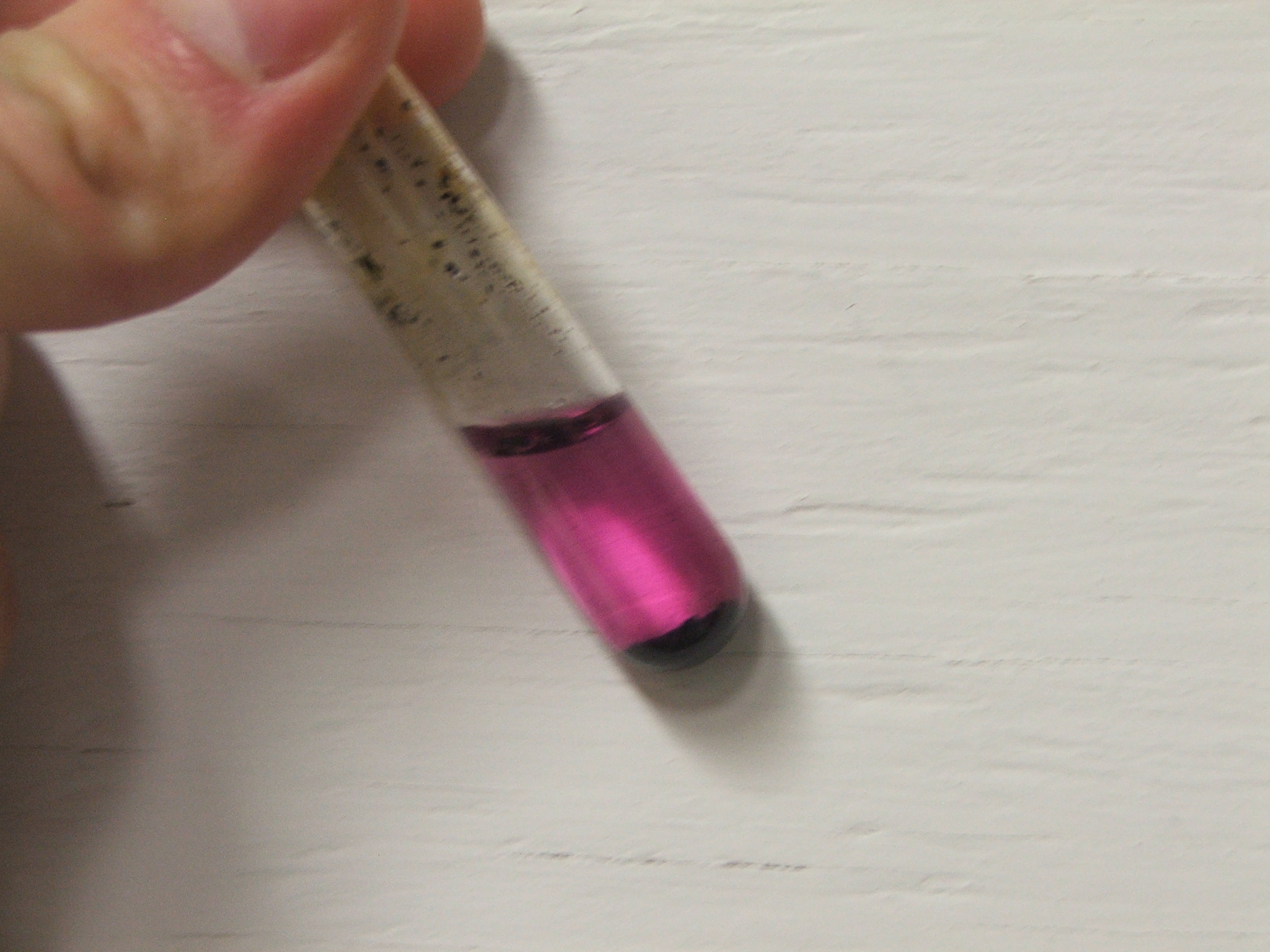

В основе перманганатометрического титрования лежит окислительно-восстановительный процесс с участием пары Mn(VII)/Mn(II) (Еo=+1,52 В) в кислой среде:
{\displaystyle {\ce {MnO4^- + 8 H^+ + 5e^- -> Mn^{2+}\ + 4 H2O}}}.
При использовании раствора перманганата калия в качестве титранта можно определять, например, ионы двухвалентного железа, пероксид водорода, оксалаты:
{\displaystyle {\ce {5 H2O2 + 2 KMnO4 + 3 H2SO4 -> 5 O2 + 2 MnSO4 + K2SO4 + 8 H2O}}}.
Конечную точку титрования определяют без индикатора по исчезновению собственной фиолетовой окраски ионов MnO4-, в процессе обратного титрования, так как продукт восстановления - ионы марганца Mn2+ бесцветны. Это будет сигнализировать о том, что реакция прошла до конца.